# Armin Thiede
Armin Thiede (Groß-Lipke, 2 luglio 1907 – Oštrice, 9 luglio 1943) è stato un militare e aviatore tedesco, decorato con la Croce di Cavaliere della Croce di Ferro nel corso della seconda guerra mondiale.

## Biografia
Nacque a Groß-Lipke, Posnania (Regno di Prussia) il 30 dicembre 1917. Arruolatosi nella Luftwaffe dopo l'inizio della seconda guerra mondiale prestò servizio nella 8/StG2, 7/StG2, Erg/StG2 , II/StG2 effettuando oltre 700 missioni sui cacciabombardieri Junkers Ju 87R e D. Durante il corso della battaglia di Francia reclamò il danneggiamento di un incrociatore e di un cacciatorpediniere nel corso della operazioni su Dunkerque. Tenente e pilota della 7. Staffel dello St.G. 2 Immelmann, nel 1941 prese parte all'Operazione Marita, effettuando bombardamenti di precisione sulla linea Metaxas che permisero ai carri armati della Wehrmacht di oltrepassarla. Durante la successiva operazione Merkur, effettuata al fine di conquistare l'isola di Creta, affondò tre navi mercantili per 10.500 tsl, colpì direttamente un incrociatore britannico e danneggiò un cacciatorpediniere. Nel corso di queste due operazioni effettuò circa 100 missioni che gli valsero la concessione della Croce di Croce di Cavaliere della Croce di Ferro in data 14 giugno 1941. Promosso capitano e comandante di squadriglia del 2. Gruppe dello Sturzkampfgeschwader 2 partecipò alle operazioni sul fronte orientale, distinguendosi negli attacchi alla flotta del Baltico sulla base di Kronstadt. Promosso comandante della II. Gruppe dello Sturzkampfgeschwader 151, perse la vita il 9 luglio 1943 durante il volo di ritorno dal suo matrimonio su un velivolo da trasporto che precipitò a Oštrice (Croazia) a causa del maltempo.

### Fonti
1. 1 2 3 4 5  Brütting 1976, p. 255.
2. 1 2  Traces of War.
3. ↑  Weal 2008, p. 93.
4. ↑  Weal 2008, p. 48.
5. ↑  Fellgiebel 2000, p. 341.